# Fernando Vicente (zapaśnik)
Fernando Vicente Gómez (ur. 1 czerwca 1992) – meksykański zapaśnik walczący w stylu klasycznym. Brązowy medalista mistrzostw panamerykańskich w 2017 roku.